# Exposições Gerais de Artes Plásticas
|                                                   |  |                                                   |
| 1ª Exposição Geral de Artes Plásticas, SNBA, 1946 |  | 2ª Exposição Geral de Artes Plásticas, SNBA, 1947 |

As Exposições Gerais de Artes Plásticas tiveram lugar entre 1946 e 1956. 
As mostras ocorreram na Sociedade Nacional de Belas Artes e foram decisivas para a afirmação das correntes artísticas portuguesas do pós-guerra, marcando um momento importante de afirmação das artes no domínio político-social. Realizaram-se 10 edições em anos consecutivos, excetuando 1952, ano em que a SNBA esteve encerrada pela PIDE.

## Historial
Organizada anonimamente pela Subcomissão dos Artistas Plásticos da Comissão dos Jornalistas, Escritores e Artistas do Movimento de Unidade Democrática (M.U.D.), a primeira exposição abriu em Julho de 1946 na Sociedade Nacional de Belas Artes (SNBA), Lisboa. Com 93 participantes, entre novos e consagrados, pintores, escultores, arquitetos, desenhadores, gráficos, teve acolhimento favorável nos jornais. "A radicação da exposição no M.U.D. integrava-se numa ação política de oposição ao regime salazarista, então abalado pela crise de 1945, ao fim da guerra".

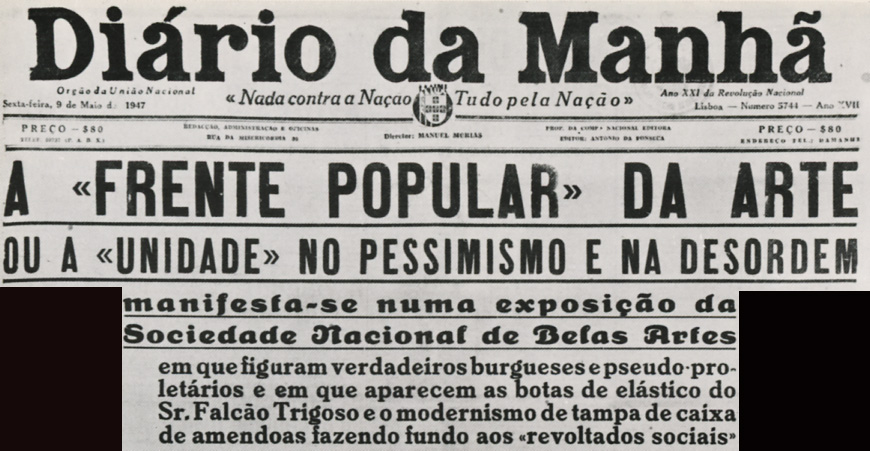
Diário da Manhã, 9 de Maio de 1947

O sucesso da primeira exposição alargou-se na segunda, realizada em 1947, que contou com 89 participantes e em cujo catálogo se assinalava o desejo de aproximar a arte do povo: "de trazer ao povo, a que muitos destes artistas se orgulham de pertencer, as várias linguagens das artes plásticas, lado a lado [...]; de trazer ao povo uma mensagem de amizade e solidariedade". Finalmente alertado para o significado real da iniciativa, o regime atuou violentamente, primeiro através de uma notícia no Diário da Manhã (órgão da União Nacional) e depois efetuando uma rusga policial com apreensão de obras de Júlio Pomar, Maria Keil, Rui Pimentel (Arco), Manuel Ribeiro de Pavia, Arnaldo Louro de Almeida, Nuno Tavares e José Viana, entre outros. A partir da 3ª exposição, em Maio de 1948, as mostras passaram a estar sujeitas a censura prévia.

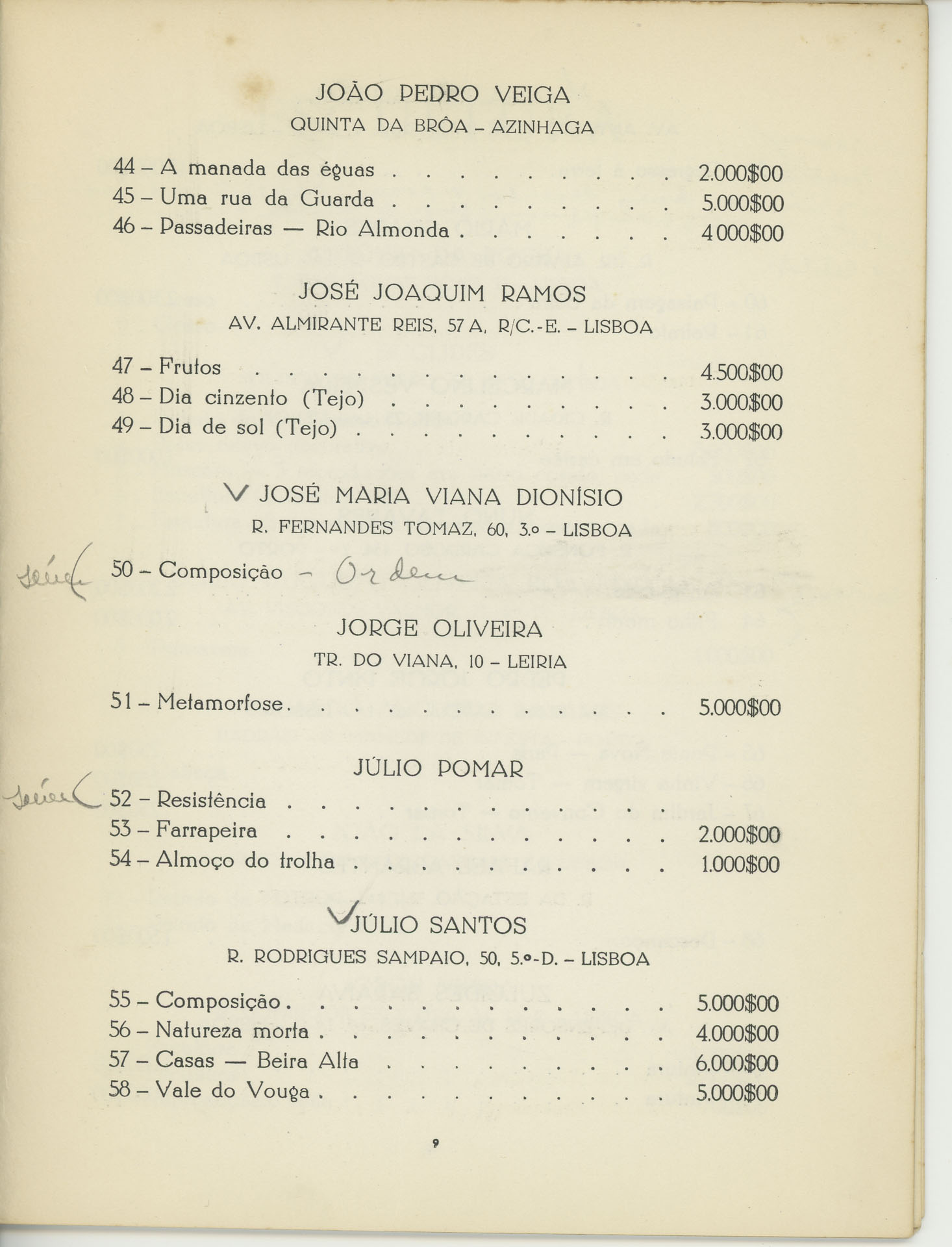
2ª Exposição Geral de Artes Plásticas, página 9; está assinalada a obra de Júlio Pomar apreendida pela PIDE.

A regularidade destes salões e o facto de não terem júri nem prémios, permitiu a emergência de vagas sucessivas de jovens artistas e deu visibilidade a tendências diversificadas. A percentagem de artistas neorrealistas presentes nas várias exposições não foi elevada, mas devido ao significado dessas obras e ao interesse despertado junto de um público  simpatizante, ainda hoje será possível afirmar que "a história do neorrealismo nas artes plásticas em Portugal é, numa boa parte, a história das Exposições Gerais de Artes Plásticas". É ainda necessário assinalar o caráter multidisciplinar destas exposições, que para além da pintura, escultura, desenho ou gravura, integraram de forma regular a arquitetura, as artes gráficas e publicidade, as artes decorativas e, de forma mais esporádica, a fotografia.